# Distribuzione Walschaerts
La distribuzione Walschaerts è un complesso meccanismo che ha lo scopo di comandare il distributore della locomotiva a vapore che regola la quantità di vapore che viene inviata ai cilindri motori, oltre che permettere l'inversione di direzione di marcia della locomotiva; prende il nome dal suo inventore, il belga Egide Walschaerts, che la brevettò nel 1844.
È il tipo di distribuzione più diffuso.

## Descrizione, Schema e funzionamento
| | |
| Distribuzione sistema Walschaerts/Heusinger | |
| - 1 Manovella eccentrica - 2 Biella della manovella eccentrica - 3 Asta di comando dell'inversione di marcia - 4 Bielletta di sollevamento - 5 Braccio di sollevamento - 6 Braccio e albero dell'inversione - 7 Glifo cavo | - 8 Biella del corsoio - 9 Testa a croce - 10 Guida dello stantuffo del pistone di distribuzione - 11 Asta (o biella o bielletta) di precessione - 12 Bielletta di collegamento della biella di precessione - 13 Stantuffo del pistone di distribuzione - 14 Pistone di distribuzione |

Facendo riferimento allo schema, sulla manovella principale (motrice) è imperniata una seconda manovella eccentrica (1). A questa seconda manovella è collegata una biella (2) che muove un glifo (7) imperniato nel suo punto centrale. Questo glifo è cavo e al suo interno può scorrere il perno della biella della distribuzione vera e propria (8); l'asta di comando dell'inversione (3), tramite il rinvio ad "L" (5),(6) e la bielletta di sollevamento (4), alza e abbassa la biella (8) in modo da variare l'ampiezza del movimento del cilindro di distribuzione (13), nonché la fase dell'immissione. Infine è presente un'altra biella (12) collegata in basso alla testa a croce (9) tramite una biella ausiliaria (11) che serve per dare un certo anticipo all'immissione del vapore.
In questo modo, il cilindro di distribuzione riceve il vapore che è transitato attraverso la valvola del regolatore e provvede ad inviarlo alternativamente nelle due parti del cilindro motore regolando nel contempo la percentuale della corsa (in base alla posizione della biella rispetto al glifo) che il cilindro motore compie sotto la spinta del vapore immesso dalla caldaia (espansione a pressione costante), e conseguentemente quella compiuta sotto la spinta del vapore in espansione (espansione adiabatica).

Il meccanismo di inversione della marcia

In pratica, quando il corsoio scorrevole si trova più in basso del perno del glifo, la macchina va avanti; viceversa, quando il corsoio scorrevole si trova più in alto del perno del glifo, la macchina va indietro. Più il corsoio si trova lontano dal perno e maggiore è la percentuale di introduzione del vapore.
Altra accortezza importante che viene adottata nelle macchine a due cilindri e a semplice espansione è che le manovelle dei due cilindri (destro e sinistro) sono calettate in modo da formare un angolo di 90°; in questa maniera quando uno dei due cilindri si trova in un punto morto l'altro si trova a metà corsa per cui la macchina è sempre in grado di avviarsi.
Una nota sulle nomenclature. Il nome asta di comando del cassetto rimane anche nelle locomotive che utilizzano il cilindro di distribuzione (tutte quelle a vapore surriscaldato, ad esempio). È uno dei casi di permanenza per traslato di termini anche quando la componente cambia. Un altro esempio è la leva con cui si manovra l'inversione di marcia (e si regola il grado d'introduzione), che in molte macchine è stata sostituita da un volantino.